# Srŏk Chŭm Kiri
Srŏk Chŭm Kiri är ett distrikt i Kambodja.   Det ligger i provinsen Kampot, i den södra delen av landet, 80 km sydväst om huvudstaden Phnom Penh. Antalet invånare är 39 320.